# Nap Lajoie
Napoléon Lajoie (ur. 5 września 1874, zm. 7 lutego 1959) – amerykański baseballista, który występował na pozycji drugobazowego przez 21 sezonów w Major League Baseball.

## Kariera zawodnicza
Lajoie karierę rozpoczął w zespole niższej ligi Fall River Indians, z którego został odkupiony 8 sierpnia 1896 za 1500 dolarów przez Philadelphia Phillies. Debiut w Phillies zaliczył 4 dni później. W sezonie 1898 zaliczył najwięcej w lidze RBI (127) i double’ów (43). W 1901 przeszedł do Philadelphia Athletics, zespołu, który przystąpił do rozgrywek nowo utworzonej American League. W sezonie 1901 uzyskał najlepszą w lidze średnią uderzeń (0,426) i zwyciężył w klasyfikacji zaliczonych uderzeń (232), zdobytych runów (145), a także miał najlepszy wskaźnik on-base percentage (0,463) i slugging percentage (0,643). W kwietniu 1902 po rozegraniu jednego meczu, stał się wolnym agentem i miesiąc później podpisał kontrakt z Cleveland Broncos, który przed rozpoczęciem sezonu 1903 zmienił nazwę na Cleveland Naps.
W 1903 i 1904 ponownie był najlepszym uderzającym w lidze, uzyskując średnią uderzeń odpowiednio 0,344 i 0,376; w 1904 zaliczył również najwięcej uderzeń (208), RBI (102), double’ów (49), miał najlepszy wskaźnik on-base percentage (0,413) i slugging percentage (0,546). Sezon 1904 Naps zakończyli na 4. miejscu w lidze, a Lajoie został grającym menadżerem zespołu, po rezygnacji Billa Armoura i pełnił tę funkcję przez 6 sezonów. W 1910 po raz piąty w karierze zwyciężył w klasyfikacji średniej uderzeń (0,384).
27 września 1914 został trzecim zawodnikiem, który zaliczył 3000. uderzenie, double w meczu przeciwko New York Yankees; przed nim pułap ten przekroczyli Cap Anson i Honus Wagner. W latach 1915–1916 grał w Philadelphia Athletics.

## Późniejszy okres
W późniejszym okresie był między innymi grającym menadżerem w zespołach niższych lig – Toronto Maple Leafs i Indianapolis Indians. W 1937 został uhonorowany członkostwem w Baseball Hall of Fame.

## Nagrody i wyróżnienia
| Nagroda/wyróżnienie    | Lata            | Źródło |
| NL RBI champion        | 1898            | [ 2 ]  |
| 2× AL RBI champion     | 1903–1904       | [ 2 ]  |
| 5× AL batting champion | 1901–1904, 1910 | [ 2 ]  |
| MLB Triple Crown       | 1901            | [ 7 ]  |
| 3000 hit club          |                 | [ 4 ]  |
| Baseball Hall of Fame  | od 1937         | [ 6 ]  |